# Euonymus costaricensis
Euonymus costaricensis är en benvedsväxtart som beskrevs av Standl. Euonymus costaricensis ingår i släktet Euonymus och familjen Celastraceae. Inga underarter finns listade.